# Минц, Сара
Сара Минц (исп. Sarah Mintz, при рождении Марица Родригес Гомес (исп. Maritza Rodríguez Gómez); род. 1 сентября 1975 год, Барранкилья, Колумбия) — колумбийская актриса и модель.
Она наиболее известна своими ролями в телесериалах: «Любовники пустыни» (2001), «Мятежный ангел» (2003), «Загнанная» (2007), «Лицо Аналии» (2007), «Дом по соседству» (2011), «Лик мести» (2012), «Муж напрокат» (2013) и «Сильвана без денег» (2016).

## Личная жизнь
С июня 2005 года замужем за мексиканским телевизионным руководителем еврейского происхождения Джошуа Минцем. 13 апреля 2014 года она родила мальчиков-близнецов Акиву и Иегуду.
В январе 2018 года она объявила о завершении актёрской карьеры, принятии иудаизма и смене имени на Сару Минц.
В 2021 году переехала со своей семьёй в Иерусалим, Израиль, для посвящения себя семье и духовной ортодоксальной жизни.
У Минц трое братьев и сестер. Умеет говорить на испанском и английском языках.

## Фильмография
| Год       |    | Русское название     | Оригинальное название    | Роль                                 |
| --------- | -- | -------------------- | ------------------------ | ------------------------------------ |
| 1995—1997 | с  | Маскарад             | Mascarada                | Клаудия Лопез                        |
| 1997—1998 | с  | Запах агонии         | Perfume de Agonía        | Кармен Кольменарес                   |
| 1997—1998 | с  | Женщина в зеркале    | La mMjer en el Espejo    | Камила                               |
| 1998—1999 | с  | Бог благословит      | Dios se lo Pague         | Ирен Ричардсон                       |
| 1999—1999 | с  | Муж и жена           | Marido y Mujer           | Люсия Мендес                         |
| 2000      | ф  | Калибр 35            | Kalibre 35               | актриса                              |
| 2000      | с  | Реванш               | La Revancha              | Мерседес Риверол                     |
| 2000      | с  | Раузан               | Rauzán                   | Жизель Васкес                        |
| 2001—2002 | с  | Любовники пустыни    | Amantes del Desierto     | Барбара Сантана                      |
| 2002—2003 | с  | Чудеса любви         | Milagros de Amor         | Милагрос де Амор                     |
| 2004      | с  | Мятежный ангел       | Ángel Rebelde            | Кристал Коваррубиас                  |
| 2005—2006 | с  | Рейс 1503            | Vuelo 1503               | Анджела Гранде                       |
| 2006      | тф | Потерянные ангелы    | Angels Perdidos          | Мариана Педрита Авеллан              |
| 2006      | с  | Любовь без условий   | Amor sin Condiciones     | Есения Самбрано                      |
| 2007      | с  | Загнанная            | Acorralada               | Дебора Мондрагон \ Марфиль Мондрагон |
| 2007—2008 | с  | Чужие грехи          | Pecados Ajenos           | Карен Вальехо                        |
| 2008      | с  | Донья Барбара        | Doña Bárbara             | Асунсьон Вергель де Лузардо          |
| 2008—2009 | с  | Лицо Аналии          | El Rostro de Analía      | Сара Андраде                         |
| 2010      | с  | Проклятая любовь     | Perro Amor               | Камила Брандо                        |
| 2011—2012 | с  | Дом по соседству     | La casa de al Lado       | Пилар Арисменди                      |
| 2012      | с  | Лик мести            | El Rostro de la Venganza | Антония Вильяроэль                   |
| 2013      | с  | Рафаэль Ороско, идол | Rafael Orozco, el Idolo  | Марта Моника Камарго                 |
| 2013—2014 | с  | Муж напрокат         | Marido en Alquiler       | Тереза Кристина Пальмер              |
| 2015—2016 | с  | Повелитель небес     | El Señor de los Cielos   | Ампаро Рохас                         |
| 2016—2017 | с  | Сильвана без денег   | Silvana sin Lana         | Сильвана Ривапаласиос                |